# 押忍!番長2
押忍!番長2（おすばんちょう2）は、大都技研が2011年10月に発売したパチスロ機である。保通協における型式名はオスバンチョウ2Q。

## 概要
4号機末期にあたる2006年に発売され、当時業界市場第3位に相当する25万台以上の売上を残した大都技研の代表作・『押忍!番長』の、ナンバリングタイトルとしては初の後継機。2011年11月時点で8万1000台（ビジョンサーチ社調べ、設置台数情報を公開しているホールのみの集計）以上が設置された。
アシストリプレイタイム（ART）が中心となるゲーム性だが、ARTをボーナスのように扱うシステムを採用し、4号機だった前作のゲーム性を可能な限り再現している。
大都技研によるパチスロ筐体とインターネット・ソーシャルサービスの（いわゆるマイスロ型）連動システム『ダイトモ』の対応筐体となっている。
2011年11月にはiPhone用アプリ、同12月にはAndroid用アプリがリリースされている。

## ゲームシステム
本機には3種類のボーナスがあると表記されているが、純粋なボーナスゲームは出現確率1/16384の「超番長ボーナス」だけであり、残る2種類のボーナスは実質的にはARTである。ARTの1ゲームあたりの純増枚数は、その種類にかかわらず約2.0枚。

### 番長ボーナス・レギュラーボーナス
番長ボーナス（BB）は、1セット30ゲームのARTが2〜10セット継続し、レギュラーボーナス（RB）は1セットのみ放出される。セット数は突入時に決定しており上乗せはないが、RBは途中でBBへ格上げされる可能性がある。BBには赤7揃い・青7揃いの2種類があるが、このうち青7揃いは前作のようにBBの1G連こそ起こらないが、次回天国モードへの移行期待度が高く、BB中の7揃いの確率も高くなっている。
各ボーナスの放出条件は下記の通り。
- ゲーム数解除
規定ゲーム数の消化を条件とするもの。ゲーム数を決定するモードは通常A・通常B（天井は各999ゲーム）・天国（天井は96ゲーム）がある。
- 小役解除
レア役（チェリー・弁当・チャンス目）成立時の抽選によるもの。

いずれの場合も、当選時は前兆を経て告知される。
番長ボーナス中は、4号機と同様7揃いに関わる3種類の演出が選択できる。
- 轟 - チャンス告知（告知時に特定絵柄を狙い揃うことで当選確定）
- 薫 - 一発告知（告知＝当選確定）
- 操 - 後告知（抽選結果がBB消化完了後に告知される）

なお前作では7揃いのフラグ自体を抽選していたのに対し、今作ではレア役成立時に抽選を行い、抽選に当選した場合に限り7揃いの特殊リプレイ成立時に告知を行う。 ボーナス中に7が揃うと、通常時のボーナスでは頂RUSHが確定し、頂RUSH中のボーナスではARTゲーム数が上乗せされる。

### 頂RUSH
1セット最低50ゲームのARTで、複数セットの当選の可能性もある。当選契機はBB中の7揃いや、通常時のハズレ時の抽選など。
頂ラッシュ中はレア役成立時にゲーム数の上乗せ抽選があり、一度の抽選で最大300ゲームまで上乗せされる。ゲーム数は内部的にストックされることがあり、頂RUSHのラスト5ゲームでストックしたゲーム数が放出されることもある。
また頂RUSH中は、番長ボーナス当選時の一部で、超上乗せゾーンである「絶頂RUSH」への突入抽選がある。絶頂RUSH中は毎ゲーム上乗せが行われる。最低10ゲーム継続し、大量ゲーム数の上乗せに期待できる。継続抽選に漏れると、番長ボーナスが確定する。
頂RUSH中にBB・RBに当選した場合、頂RUSHを中断してBB・RBを消化し、その終了後に頂RUSHが再開される。
頂RUSHと天国モードによるボーナス連チャンが同じタイミングで噛み合うことで大幅に出玉が増える状態をメーカーカタログなどでは「漢気ループ」と呼称している。

### 超番長ボーナス
当選確率は全設定共通で1/16384と低くプレミアム的な位置づけとなっている、本機で唯一のボーナスゲーム。単独での当選と強弁当箱との重複抽選の2種類があり、単独成立の場合はいかなる状況でもリールが逆回転しフリーズ演出（轟高校生徒心得）が発生する。
純増300枚と出玉が多い上にボーナス中の7揃いの期待度も高く、終了後は頂RUSHと天国モード(96ゲーム以内のボーナス当選)も確定するため、大量の出玉に期待できる。
なお前述の通りBBとRBはARTなので、これらの最中にも超番長ボーナスの抽選は行われている（BB・RB中は次回予告発生で強弁当箱+超番長ボーナス確定）。BB・RB中に超番長ボーナスに当選した場合、BB・RBは一時中断となり、超番長ボーナスを消化する。超番長ボーナス終了後に1G連のような形でBB・RBの「ボーナス確定」演出が発生し、再度頭からBB・RBを消化する。

## 登場人物

### メインキャラクター
轟 金剛（とどろき こんごう）
私立轟高等学校3年生の18歳。轟高校の理事長兼校長である轟剛鉄の孫で轟高校の番長。
自らの漢を磨く事に命を賭けており、日々特訓に励んでいる。部活動は漢部。自分に厳しく他人には優しい、不器用な熱血漢。その漢気は広く知れ渡っており、学校の内外を問わず人望が高い。
殴り合いの喧嘩を嫌っており、ライバルたちとは正々堂々とスポーツなどで決着を付ける。しかし、たまに露骨な反則や暴力を用いて勝利することもある。
幼馴染で同級生の操からは思いを寄せられているが、当人は操のことを異性としては意識していない。
己の最大の敵は自分自身と考えており、週に三度のペースでパンダ谷へ向かい滝に打たれ修行している。
趣味は昼寝・トレーニング。特技は早食い・どこでも寝られること。好きなものは納豆・スタミナメニュー。嫌いなものは喧嘩・ブリーフパンツ・曲がったこと。
伊集院 薫（いじゅういん かおる）
轟高校の臨時教師、35歳。
臨時教師ながら校長からの信頼は厚く、面倒見の良い性格。金剛のクラス担任・また漢部の顧問として日々金剛に熱血指導を行なっている。
筋骨隆々の男くさい外見からわかる通り女っ気が無く、生涯独身を貫くつもりでいたが、轟高校で出会ったマチ子先生に一目惚れしてしまった。
かつらであることを隠しているが、校内に知らない者はいない。
妄想癖があり、薫BBでウエディングドレス姿のマチ子先生を連れてドライブをしている描写があるがこれも夢オチである。
趣味は演歌・妄想。特技は早着替え。好きなものはマチ子先生。嫌いなものは水泳授業。
青山 操（あおやま みさお）

### 私立轟高等学校関係者
舎弟（しゃてい）
轟高校に通う3年生。1度留年している19歳。
金剛よりも歳上だがその漢気に惹かれ、金剛のことを番長と呼び付き従っている。小心者で、長いものには巻かれろと思っている。
趣味は写真撮影で、いつも特訓中の番長の姿を激写している。操とも仲がよく、ライブではギターを務める（ただしプロフィールの趣味の欄にはエアギターと記載されている為、実際に演奏力については不明）。
実は土壇場において金剛にも劣らぬ漢気を発揮するのだが、本人はそれに気づいていない。
固有のプロフィールが設定されているにもかかわらず、同じ顔をした人間が何故何十人も作中に登場するのかは謎とされている。
特技は機械いじり。好きなものは操の歌。嫌いなものはアフロ・リーゼント・金髪。
桜井マチ子（さくらい まちこ）
轟高校の保健医。28歳。
両親は共に医者で一人娘。轟高校のOGであり、かつては都内のレディースを束ねるリーダーだったが、剛鉄との出会いにより更生した。
大怪我を負って保健室へやってくる生徒が日々数多である為、保健医というよりは医者に近く、その腕前は既に大病院の外科医からも認められるほど。
薫に一目惚れされているが、当人が薫のことをどう思っているのかは内緒となっている。
元ヤンであることは表には出していないが、どんな状況でも一切物怖じしない独特の言動から金剛からは意外に手荒いと思われている。また、日々漢を磨くことに励む金剛も、マチ子から見ての評価は「かわいい」である。気が強く、マイペースな性格。
いわゆるセクシーなお姉さんポジションであり、実機にてホッパーエラーなどが起こると何度も足を組み替えて見せるなどの演出が見られる。
趣味は筋肉鑑賞・エステ。特技は注射・若者サーチ。好きなものは占い・ゴシップネタ。嫌いなものは毛虫・やさ男。
轟 鋼鉄（とどろき ごうてつ）
金剛の祖父で私立轟高等学校の理事長・校長。68歳。人類最強の教育者として全国にその名を轟かせる伝説の男。
己の教育理念の集大成を具現化した奇抜な校則（フリーズ演出を参照）や常識を覆す部活動を取り入れ、轟高校を開校から数年で受験競争倍率32倍の超人気校に仕立て上げた。「サラリーマン番長」に登場する轟商事社長・轟剛天は息子。
生徒たちに漢の魂を叩きこむべく、日々自ら愛の教育的指導にあたっている。その姿勢は轟高校の生徒だけには収まらず、他校の生徒が相手でも一切容赦しない。
性格は質実剛健・電光石火・鋼鉄の意思。趣味は居合い切り・鉄板割り・校内放送。好きなものは強い漢・魂。嫌いなものは手加減・防火訓練。
基本的に激アツフラグの成立時にしか登場しない（番長ボーナス確定演出、絶頂ラッシュの期待度が高い本前兆、フリーズ演出、超番長ボーナス中など）。

### 他校のライバル
金剛たちとは異なる高校に通う生徒たち。一応それぞれが他校において番格ということになっているのだが、色々と怪しい面々も多い。
狂犬のノリオ
都内でも強面ばかりが集結すると言われる高校に所属する2年生。20歳。本名は綾小路ノリオ。
紫学ランにリーゼント、斜視・三白眼・隙っ歯に凄まじい奇声と、強面だらけの高校内でも異彩を放つ恐ろしい外見をしている為、別に喧嘩が強い訳でもないのにいつの間にか番長として持ち上げられていた。
打たれ強さには定評がある。卓球対決を得意としており、その他の対決でもそこそこ強いが紙相撲だけはやや苦手。
趣味はプラモ作り（へた）・柔軟体操。特技はマット運動・器械体操。好きなものは炭酸飲料・かぶとむし。嫌いなものは歯医者・野良犬。
疾風のサキ
全国でも有数のスポーツ名門校に所属する2年生。16歳。本名は如月サキ。
細身の身体にロングスカート、ヘソ出し、金髪、真っ赤なアイシャドウ・口紅・ネイルと派手な外見をしたスケ番。一本気で口より手が先に出る性格。
元々はスポーツ特待生として入学した真面目な生徒（当時は黒髪）だったが、練習中の怪我が原因で退部。その後はかねてより密かに憧れを抱いていたスケ番となる。
ドッジボール対決を苦手としている。得意な対決は紙相撲。
趣味は美白・ネイルケア。特技はお菓子作り・カラオケ。好きなものはたまご・ヨーヨー。嫌いなものは紫外線・ブルマ。
前作同様、対決敗北時に下乳を露出しながら吹っ飛ぶことがあるなどお色気担当としての一面もあり、前作に比べ下乳を見せながら吹っ飛ぶゲームが増えたため、より過激な演出がなされる事となる（前作では、卓球対決での轟ストレート勝ちと、ドッジボール勝ちの2種類しかなかったが今作では紙相撲、卓球、ドッジボールと多岐にわたる）。
煉獄のチャッピー
偏差値70オーバーの進学校に所属する3年生。18歳。本名は田村きよし。チャッピーはアラバマ州在住時代に付けられたあだ名。
真っ白な学ラン（かつて海兵隊員をよく輩出していた学校である為という）とサングラスを見にまとった色黒でアフロヘアーという異色の外見をした男。だが威圧感あふれる外見とは裏腹に、実際は礼儀正しく紳士的な性格で、馬鹿正直な一面もある。
帰国子女のため日本語は苦手。金剛の喋り方をカッコイイと思っており、習得を目指して絡んできている。かなりの金持ちで、椅子取り対決で利用されるドーム球場はチャッピーの私物。
椅子取り対決とバレー対決はそれなりにこなすが、水泳対決だと決して強くはなく、卓球対決はとても苦手。
趣味はフォークダンス・ガーデニング。特技は英会話。好きなものはわさび（曰く「ツゥンが好き」）・ペットの小鳥。嫌いなものは日本語・納豆。
粛清のマダラ
超ボンボンが通う高校の2年生。17歳。今作より登場した新キャラクター。
国会議員の父と医者の母親の間に生まれのエリートだったが、勉強ばかりの日々に反抗し学校をサボって繁華街でたむろするようになった。
驚異的な金遣いの荒さ、奇抜な外見や言動、異様に馴れ馴れしい態度などで周りからは煙たがられているが本人は全く気づいていない。また、物事に対してすぐ手を抜く節がある。
基本的にあまり強いキャラクターではなく、かるた対決だけは微かにマシな程度。バレーボール対決は特に苦手としている。
趣味は繁華街でたむろすること・合コン。特技は勉強（やればできる）。好きなものはファッション・夜遊び、嫌いなものは強要されること・勉強。
挽歌の巌
寂れた漁村の田舎高校に通う1年生。38歳。今作より登場した新キャラクター。
20年以上前に一度高校に入学しているが、幼い頃から漁師の父と共に海の上で育ってきた為に授業についていけず中退している。中退後は漁師となり豪快な腕っ節と底を知らない酒の飲みっぷりで周囲から恐れられていた。しかし仲間思いで義理堅い性格でもある。
学を付けたいという強い想いから30歳を回ってから高校に再入学したが、現在8留中。四十肩が悩み。
対決はドッジボールで50%、かるたに至っては80%の確率で金剛に負けるという激弱（打ち手にとっては激熱）キャラクターである。
趣味は釣り。特技は体で覚えること・早起き。好きなものは酒（現在禁酒中）・大盛り。嫌いなものは食べ残し・肩こり。

### その他
パンダ
金剛が修行の為に訪れる滝がある「パンダ谷」に住むパンダ。7歳。
ボクシンググローブを嵌めた巨大なパンダ。かつては世界的に有名な動物園の人気者だったが、5歳の時にブランコから落ちて頭を打ってから凶暴化した。以後、大人しい面と狂暴な面を持つ二重人格となる。
人間の漢のふんどしを奪い取ることを生きがいとしおり、度々金剛に挑みかかってはふんどしを奪っていく。
『押忍!操』には女子のブルマ集めを生きがいとする妻のメスパンダが登場していたが、今作には出てこない。
頭を打って以来一年ごとに脱走を繰り返しており、二度目の脱走時に初めて金剛と出会った。目元の傷はその時に金剛が投げたデカ弁当箱（悪気は無かった）をぶつけられて付いたもの。作中現在での脱走は三度目。
特技は格闘技。好きなものはふんどし・竹。嫌いなものは顔面攻撃。
コパンダ
パンダの子供。0歳。
産まれたばかりでまだ小さいが、父親と共にボクシングの修行に励んでいる。猛特訓モードや頂RUSH中の演出では何十匹も登場する。下山歴1回。

## スペック
| 設定 | 超番長ボーナス確率 | BB・RB合成確率 | ボーナス+ART合成確率 | 機械割 |
| ---- | ------------------ | -------------- | -------------------- | ------ |
| 1    | 1/16384            | 1/215.1        | 1/157.5              | 96.8%  |
| 2    | 1/16384            | 1/210.2        | 1/149.3              | 97.6%  |
| 3    | 1/16384            | 1/208.3        | 1/150.3              | 99.9%  |
| 4    | 1/16384            | 1/192.3        | 1/131.3              | 104.9% |
| 5    | 1/16384            | 1/191.4        | 1/134.6              | 109.5% |
| 6    | 1/16384            | 1/178.3        | 1/107.1              | 114.1% |

## アプリ
株式会社ディービーよりiPhone、Android向けアプリとして販売されている。スロットゲームとボーナスゲームと設定変更機能は別売り。

### 無料版
- dondel対応アプリとして無料でダウンロード、遊戯ができる（課金制度・ゲーム数制限あり、強制フラグ(絶頂RUSH設定6スタート、超番長ボーナスフラグなど様々)これらのフラグは、無料で配信される福袋や有料の福袋で手に入ることがある）。

## 関連商品
- 押忍!番長2 サウンドトラック